# Chicanná

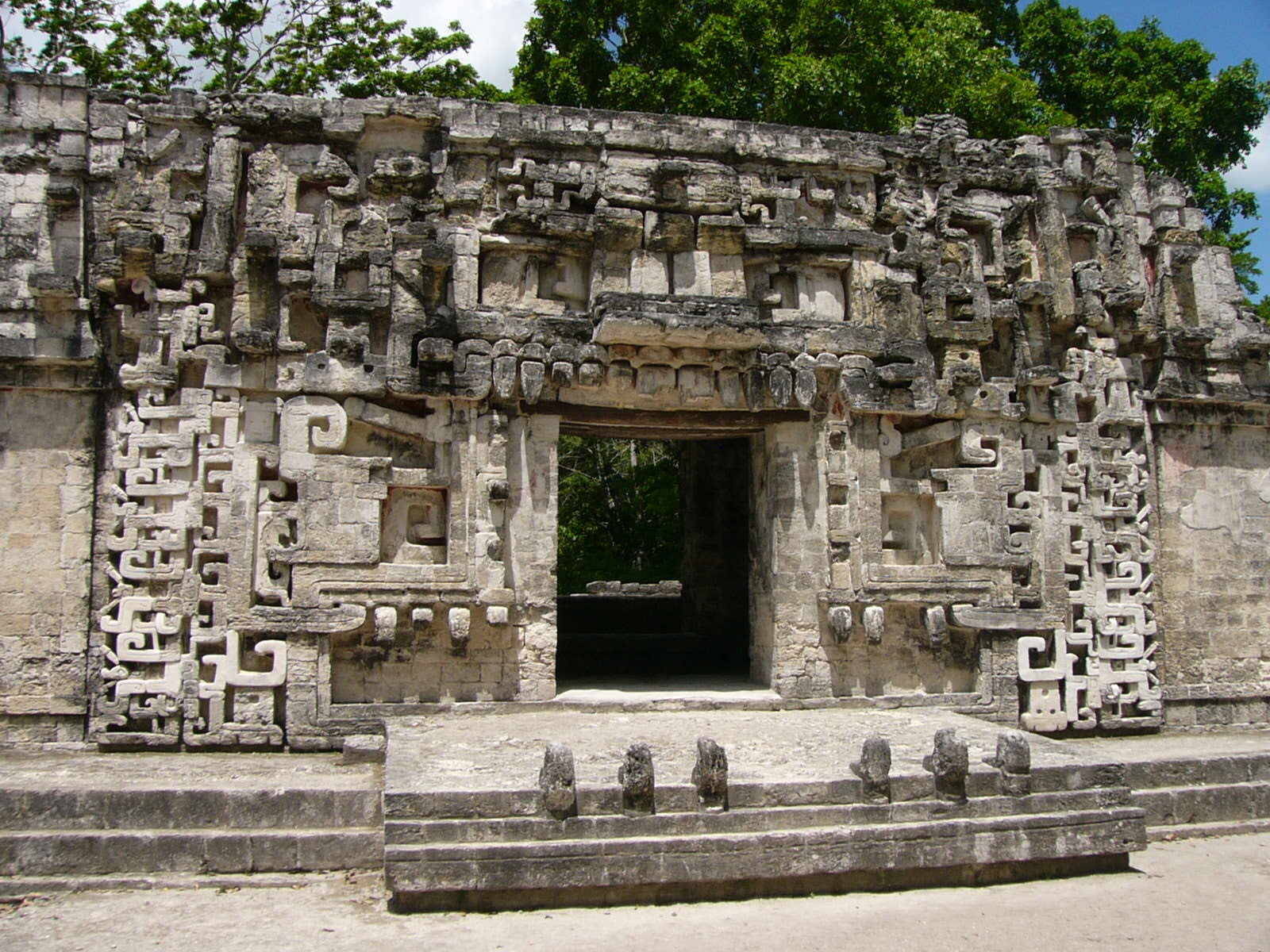
Gebäude II, Schlangenmauleingang

Chicanná ist eine im mexikanischen Bundesstaat Campeche gelegene Ruinenstätte der Maya. Die Stadt im Umfeld von Becán war zwischen 300 und 1100 bewohnt und beherbergt Gebäude des Chenes-Stils und des Rio-Bec-Stils. Während der klassischen Periode profitierte die Stadt von ihrer Lage an dem zentralen Handelsweg zwischen der Golfküste und der karibischen Küste (im heutigen Bundesstaat Quintana Roo bzw. Belize), was sich heute noch in den teilweise reich verzierten Gebäuden zeigt.
Becán wurde in der wissenschaftlichen Literatur zuerst im Jahr 1934 von den Archäologen Karl Ruppert und John Denison beschrieben, die den Ort im Rahmen einer Expedition der Carnegie-Institution, Washington, erkundet hatten. Von 1969 bis 1971 wurden Ausgrabungen durch Jack D. Eaton vom Middle American Research Institute der Tulane University vorgenommen, die nach 1983 unter Leitung von Román Piña Chan durch das INAH fortgeführt wurden, wobei Ramón Carrasco Vargas mit den Arbeiten am Ort betraut war.
Wie in nahezu allen Fundorten der Rio-Bec-Region besteht auch Chicanná aus mehreren Gebäudegruppen. Die Bauten sind nur teilweise um einen Hof angeordnet.

## Gruppe A
Die Gruppe ist die größte in Chicanná mit einem voll ausgeprägten Hof, der von Bauten auf vier Seiten gebildet wird.

### Gebäude I

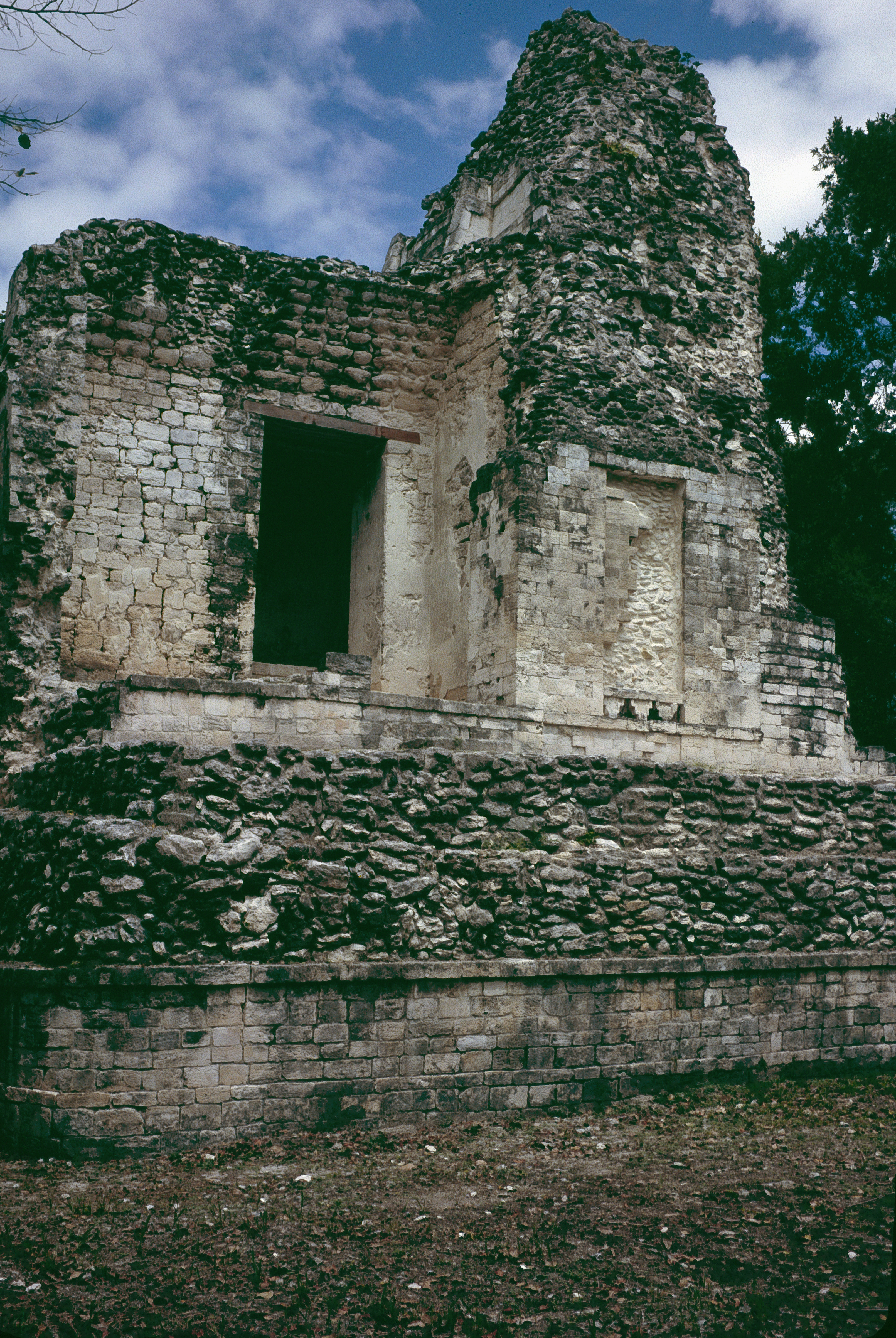
Rechter Turm des Gebäudes I

Dieses Gebäude ist das einzige in Chicanná, welches an den beiden Enden des Gebäudes die für den Rio-Bec-Stil charakteristischen massiven Türme aufweist, welche steile, nicht besteigbare Scheintreppen und Scheintempel an der Spitze besitzen. Der Bau enthält 10 Räume, von denen 6 von der Frontseite zugänglich sind. Die restlichen Räume sind an den Seiten angeordnet. In jedem Fall handelt es sich jeweils um Paare von Räumen, bei denen der hintere durch den vorderen zu betreten ist. Die Rückwand des Gebäudes ist völlig glatt.

### Gebäude II

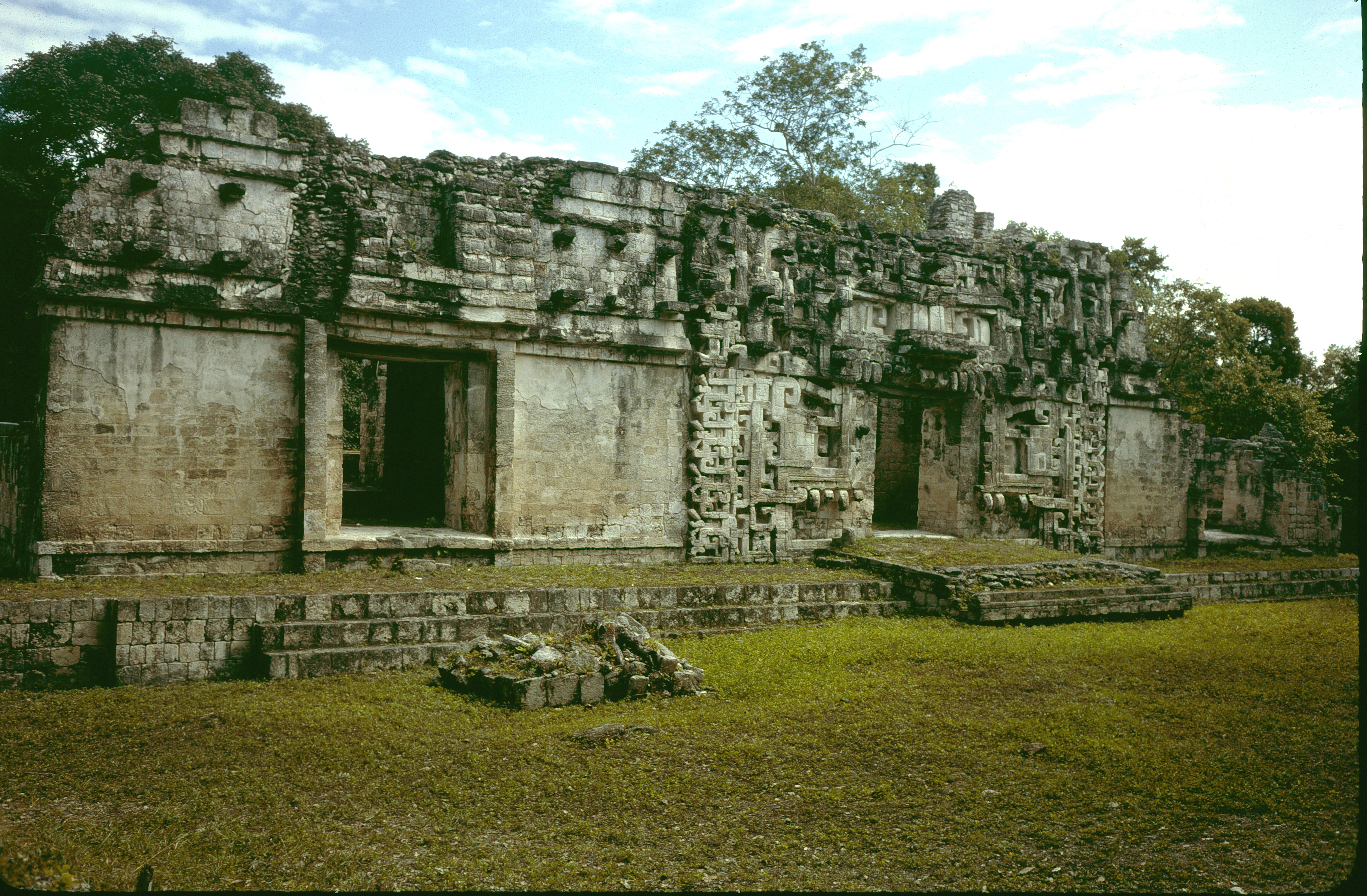
Gebäude II

Das bekannteste Gebäude von Chicanná liegt an der Ostseite des Hofes. Es umfasst zwei parallele Reihen von jeweils 3 Räumen, wobei die hinteren durch die vorderen zugänglich sind. Als Besonderheit sind die außen liegenden Räume der hinteren Reihe etwas verkürzt, sodass die übrige Fläche als sehr kleiner, seitlicher Raum genutzt wurde. Die Rückseite des Gebäudes war einst glatt, ist heute aber völlig zerfallen.
Der zentrale Eingang ist als Schlangenmauleingang ausgebildet, dessen skulptiertes Steinmauerwerk hervorragende Qualität aufweist. Die beiden seitlichen Portale simulieren über der Türöffnung ein in Stein gearbeitetes Abbild eines Palmblattdaches. Aus den dazwischen liegenden, glatten oberen Wandflächen ragen Zapfen heraus, die einst Figuren aus Stuck Halt gegeben haben.

## Gruppe B

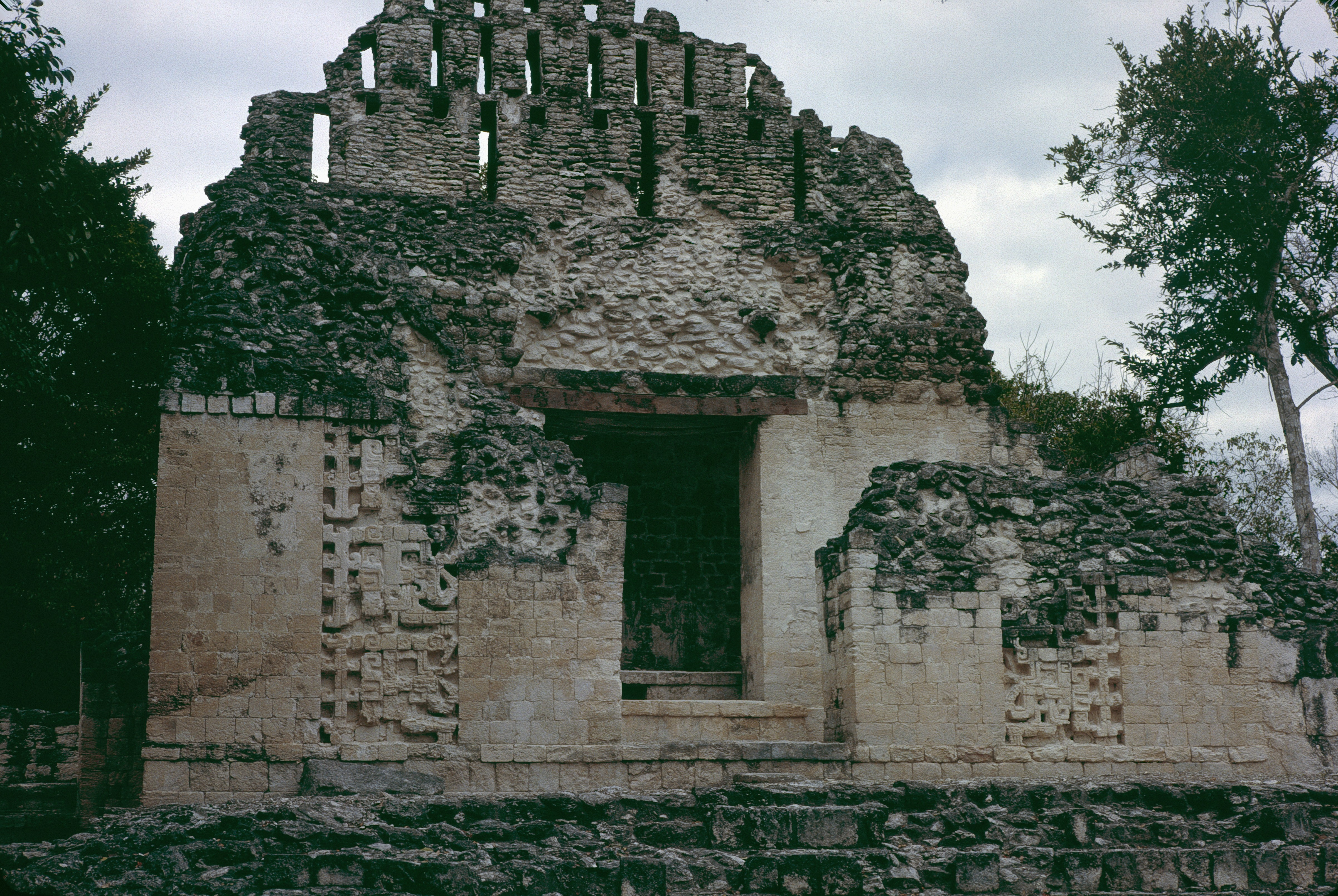
Gebäude VI

Das einzige gut erhaltene Gebäude VI besteht aus einer einfachen Reihe von Räumen. Lediglich der mittlere Raum besitzt einen zweiten Raum dahinter, dessen Position sich in dem westlichen Flügel fortsetzt. Über dem Mittelteil ragt ein Dachkamm mit schmalen vertikalen Öffnungen auf. Der Wanddekor besteht aus eingesenkten Feldern mit Maskenabbildungen.

## Gruppe C

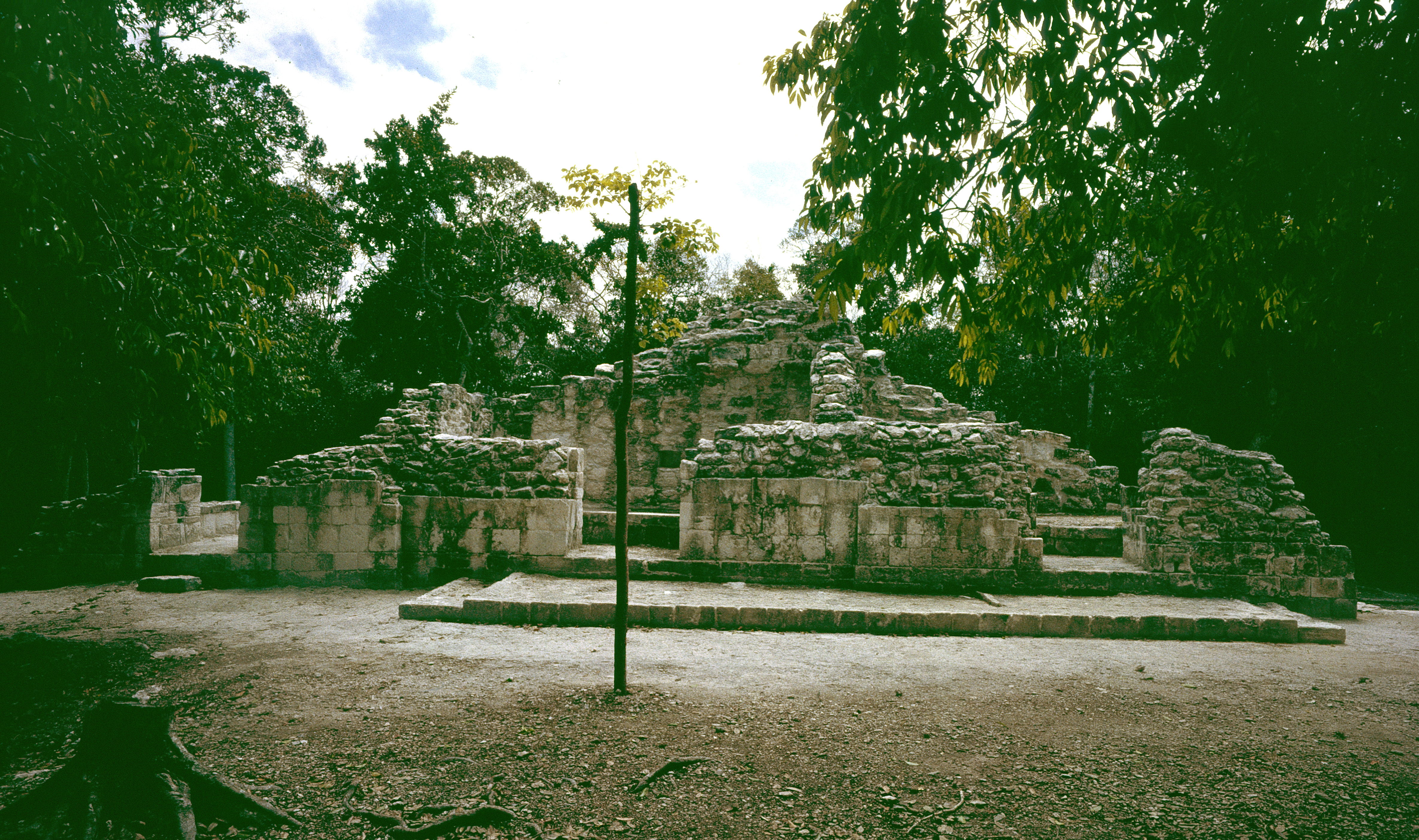
Gebäude XI

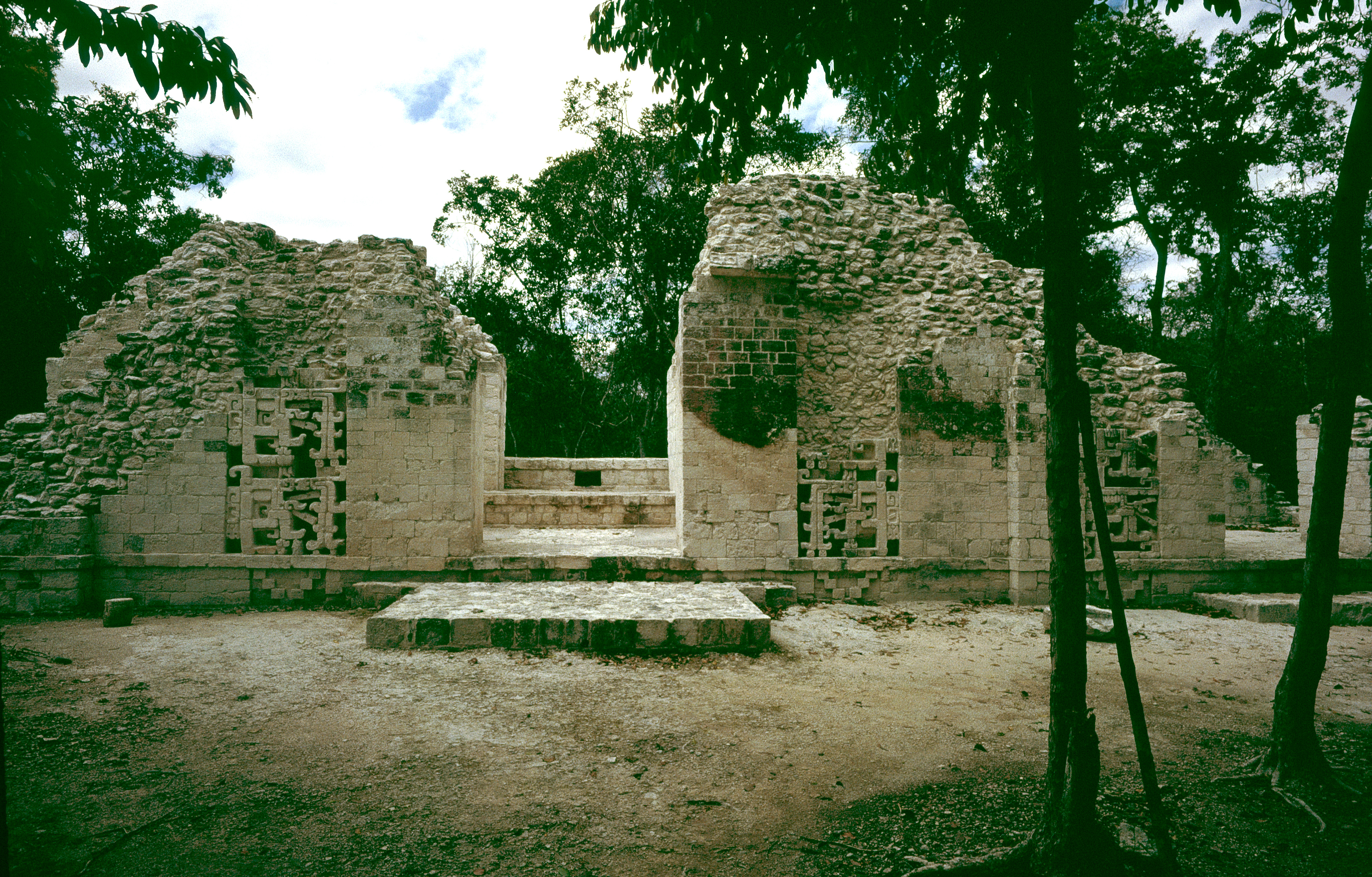
Gebäude X

Auf einer gemeinsamen Plattform, die einen Hof andeutet, stehen an zwei Seiten die Gebäude X und XI. Gebäude X besitzt zwei Reihen von jeweils drei Räumen. Zu beiden Seiten der Eingänge finden sich die charakteristischen eingesenkten Felder mit Maskendarstellungen. Gebäude XI wird aus zwei einfachen Reihe von zwei und drei Räumen gebildet, die nach Norden und Süden ausgerichtet sind. Zwischen ihnen, allerdings nicht ihre gesamt Länge beanspruchend, liegt eine doppelte Reihe von kleinen Räumen, welche nach Osten blicken.

## Gruppe D

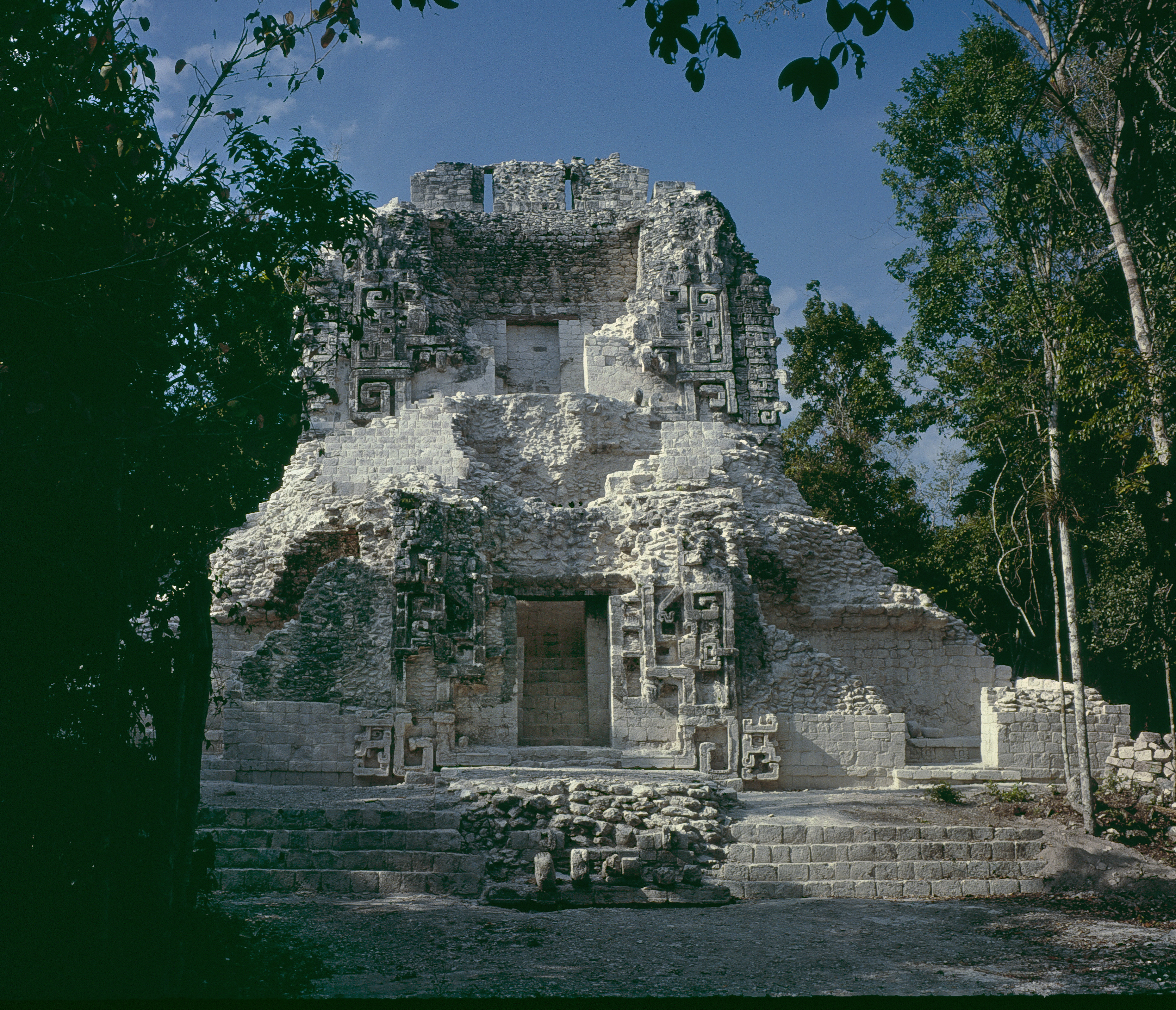
Gebäude XX mit zwei übereinanderliegenden Schlangenmauleingängen

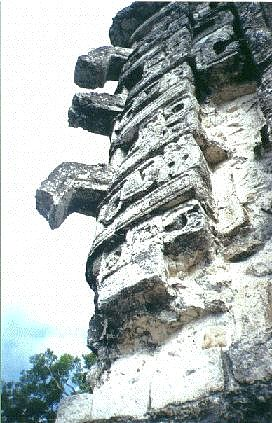
Kaskade von Chaac-Masken

Das Gebäude XX hat einen beinahe quadratischen Grundriss und umfasst auf zwei Stockwerken insgesamt elf bzw. vier Räume, die nach allen vier Seiten ausgerichtet sind. Bemerkenswert ist das südliche Portal, von dem aus man über zwei innenliegende Treppen zum zweiten Stockwerk hinaufsteigen kann. Sowohl im Erdgeschoss wie auch unmittelbar darüber befinden sich Schlangenmaulportale. Die Ecken des Gebäudes zeigen Kaskaden von Chaac-Masken, zu beiden Seiten der meisten Türeingänge finden sich eingesenkte Felder mit flachen Masken. Die in den meisten Räumen vorhandenen, gemauerten Bänke haben aus Stuck modellierte Gesichter auf ihrer Vorderseite. Ein Seitenflügel ist nicht ausgegraben worden.